# IC 432
IC 432 est une nébuleuse par réflexion très brillante visible dans la constellation d'Orion.
Elle est facilement identifiée à environ un demi-degré au nord de l'étoile brillante Alnitak, l'étoile la plus au sud de l'astérisme bien connu de la ceinture d'Orion. Elle semble entourée d'un grand nombre d'autres nébuleuses, en particulier par IC 431 à proximité, qui apparaît quelques minutes d'arc à l'ouest. Elle est illuminée par une étoile cataloguée comme HD 37776, une étoile sous-géante bleue de classe spectrale B2IV, dont la mesure de la parallaxe, égale à 3,03 ± 0,55 mas, donne une distance à environ 330 pc (∼1 080 al) du système solaire. Cela donne aux gaz de la nébuleuse une couleur nettement bleuâtre. La région dans laquelle le nuage est situé physiquement serait la même que celle d'Alnitak. Cependant, d'autres mesures de parallaxe[De quoi ?] indiquent une plus grande valeur de distance, jusqu'à ∼ 1 600 a.l. (∼ 491 pc). HD 37776 est également une étoile variable de type SX Arietis, dont la magnitude oscille entre 6,97 et 7,02 en environ 1,54 jours.
La région est particulièrement riche en nébuleuses par réflexion, principalement placées entre Alnilam et Alnitak, qui chevauchent d'autres régions nébuleuses éclairées, dont une partie du nuage d'Orion. Ces nuages plus éloignés sont en fait des nébuleuses en émission, c'est-à-dire les régions H II, associées à des jeunes étoiles chaudes, et sont situées à environ ∼ 1 500 a.l. (∼ 460 pc) du système solaire. En particulier, la région en arrière plan comprend des zones illuminées de la nébuleuse obscure LDN 1630, qui comprend la brillante nébuleuse de la Flamme, illuminée par un très jeune amas ouvert d'environ 300 étoiles, et le nuage IC 434, sur lequel la nébuleuse de la Tête de Cheval se chevauche.